# آنی هال
آنی هال (به انگلیسی: Annie Hall) فیلمی رمانتیک و کمدی به کارگردانی وودی آلن و ساخته شده در سال ۱۹۷۷ است. فیلم در سال ۱۹۷۷ موفق به دریافت چهار جایزه اسکار از جمله «بهترین فیلم» شد. این مهم در حالی اتفاق افتاد که جنگ ستارگان جرج لوکاس با کسب ۹ اسکار از دریافت اسکار بهترین فیلم مقابل این کمدی خاص بازماند. آلن فیلمنامه این فیلم را به همراه مارشال بریکمن نوشته‌است. این فیلم در گیشه نیز موفق بوده و یکی از بهترین آثار آلن به‌شمار می‌آید. دایان کیتون به خاطر بازی در این فیلم موفق به دریافت جایزه اسکار بهترین بازیگر نقش اول زن شد. گفته می‌شود، آلن، فیلمنامه این فیلم را مشخصاً برای دایان کیتون نوشته که نام واقعی او دایان هال است. مارشال مک‌لوهان، فیلسوف و متفکر کانادایی، در صحنه کوتاهی از فیلم در نقش خودش بازی می‌کند.
بسیاری از فیلم‌پژوهان شیوه ارائه تضادها بین نیویورک و لس آنجلس، کلیشه‌های تفاوت‌های بین جنسیت‌ها، نحوه ارائه هویت یهودی، و عناصر روانکاوانه و مدرنیسم را از نقاط قوت این فیلم دانسته‌اند.

## داستان فیلم
آلوِی سینگر، کمدینی اهل بروکلین، در تلاش است بفهمد چرا رابطه‌اش با انی هال یک سال پیش به پایان رسید. از کودکی او ذهنی کنجکاو و سوال‌پران داشت که حتی مادرش را درباره معنای زندگی و وجود گیج کرده بود. او در سنین کودکی تجربه‌ای از کنجکاوی جنسی داشت که برایش گیج‌کننده بود، مثل بوسیدن یک همکلاسی بدون اینکه بفهمد چرا واکنشی نگرفت.
روزی در صف سینما، آلوِی و انی مردی را می‌شنوند که فیلمی از کارگردان مشهور فلینی را نقد می‌کند و آلوِی در خیال خود مارشال مک‌لوهان را تصور می‌کند که وارد بحث می‌شود و دیدگاه آن مرد را به چالش می‌کشد. همان شب، انی تمایلی به رابطه ندارد و آن‌ها به جای آن درباره زندگی گذشته آلوِی صحبت می‌کنند؛ ازدواج اولی که به دلیل بی‌توجهی همسرش شکست خورد و ازدواج دوم که همسرش نویسنده‌ای بود و علاقه‌ای به ورزش نداشت و در رابطه جنسی با آلوِی موفق نبود.
اما رابطه آلوِی و انی کاملا متفاوت است. آن‌ها با هم آشپزی می‌کنند و آلوِی با شوخی از مردان عجیب گذشته انی حرف می‌زند. آشنایی‌شان با یک بازی تنیس شروع شد و پس از آن، انی او را به خانه‌اش دعوت کرد. صحبت‌های اولیه‌شان سطحی بود اما در دل گفت‌وگو، جرقه‌های کشش و علاقه به وجود آمد. اولین قرار رسمی‌شان با آوازخوانی انی شروع شد و پس از آن شب، آلوِی تحت تاثیر قرار گرفت اما انی آرام بود.
به مرور، انی عشقش را به آلوِی ابراز می‌کند، اما آلوِی می‌گوید احساساتش عمیق‌تر از عشق است. وقتی انی به خانه او نقل مکان می‌کند، اختلافات شروع می‌شود. آلوِی او را با معلم بزرگ‌سال انی می‌بیند و میانشان بحثی درگرفته که به جدایی‌شان می‌انجامد.
پس از جدایی، آلوِی به دنبال معنی عشق می‌گردد؛ با غریبه‌ها درباره عشق صحبت می‌کند، گذشته‌اش را مرور می‌کند و در ذهنش، خودش و انی را به شکل شخصیت‌های کارتونی در می‌آورد که با هم دعوا دارند. وقتی سعی می‌کند رابطه‌ای جدید را شروع کند، اضطراب و مشکلات جنسی مانع می‌شوند. یک شب، انی او را به خانه‌اش احضار می‌کند تا عنکبوتی را بکشد و این اتفاق باعث آشتی موقتی آن‌ها می‌شود.
آن‌ها قول می‌دهند با هم بمانند اما جلسات روان‌درمانی‌شان نشان می‌دهد اختلافات حل‌ناشدنی است. وقتی به لس‌آنجلس می‌روند تا آلوِی جایزه‌ای دریافت کند، در راه بازگشت تصمیم می‌گیرند که رابطه‌شان تمام شده است. پس از آن، انی با تهیه‌کننده موسیقی‌اش رابطه‌ای آغاز می‌کند و آلوِی تلاش می‌کند با پیشنهاد ازدواج دوباره رابطه را حفظ کند که بی‌نتیجه می‌ماند.
بازگشت به نیویورک، آلوِی نمایشنامه‌ای درباره رابطه‌شان می‌نویسد که در آن پایان خوش دارد و انی پیشنهاد ازدواجش را می‌پذیرد؛ این نمایشنامه تصویری از آنچه او آرزو داشت است.
آخرین دیدار آن‌ها در منهتن اتفاق می‌افتد، هر دو با زندگی‌های جدید خود پیش رفته‌اند. آلوِی در پایان می‌گوید که عشق‌ها شاید دیوانه‌وار و بی‌منطق باشند، اما ما به آن‌ها نیاز داریم. انی ترانه‌ای خاطره‌انگیز می‌خواند و داستان به پایان می‌رسد.

## جوایز

### اسکار
- بهترین فیلم
- بهترین کارگردانی
- بهترین بازیگر نقش اول زن
- بهترین فیلمنامه غیراقتباسی

### گلدن گلوب
- بهترین بازیگر زن فیلم موزیکال یا کمدی

### بفتا
- بهترین فیلم
- بهترین کارگردانی
- بهترین بازیگر زن
- بهترین تدوین فیلم
- بهترین فیلمنامه